# Аркинто, Джованни
Джованни Аркинто (итал. Giovanni Archinto; 10 августа 1736, Милан, Миланское герцогство — 9 февраля 1799, Милан, Цизальпинская республика) — итальянский куриальный кардинал, папский дипломат и доктор обоих прав. Титулярный архиепископ Кесарии с 1 декабря 1766 по 15 апреля 1776. Апостольский нунций в Тоскане с 20 декабря 1766 по 20 июня 1769. Секретарь мемориальных дат с 20 июня 1769 по 9 ноября 1770. Папский мажордом и префект Апостольского дворца с 9 ноября 1770 по 20 мая 1776. Префект Священной конгрегации обрядов с 13 января 1781 по 9 февраля 1799. Камерленго Священной Коллегии кардиналов с 1785 по 13 февраля 1786. Кардинал in pectore c 15 апреля по 20 мая 1776. Кардинал-священник с 20 мая 1776, с титулом церкви Санти-XII-Апостоли с 15 июля 1776 по 1 июня 1795. Кардинал-епископ Сабины с 1 июня 1795 по 9 февраля 1799.